# Kristián Kudroč
Kristián Kudroč (Michalovce, 21 maggio 1981) è un hockeista su ghiaccio slovacco.

## Palmarès

### Mondiali
- 1 medaglia:
  - 1 argento (Finlandia/Svezia 2012)